# Махмуд Кайибханов
Махмуд Кайибханов (кличка Черная Мамба) является вором в законе в городе Кострома. Родился 8 марта 1969 года в городе Новосибирск, в юношестве занимался танцами и любил играть на фортепиано. Криминальную карьеру начал еще в детстве когда подрался с охранником местного магазина за бутылку шампанского перед новогодней ночью. Первый срок получил в 16 лет за грабеж. После отсидки познакомил его с криминальным миром его друг Ильяс ( кличка Шпаклевка) Создал он свою ОПГ также вместе с другом Ильясом. ОПГ была названа в честь цвета легендарного автомобиля ВАЗ 2108 "Малиновые" ОПГ занималось сутенёрством, но в 1998 году распалось из за неприятельских отношений с совладельцем Ильясом. Махмуд был задержан в 2011 году на Бали вместе с его преданным псом Мухтаром был посажен а через два года был посажен в ИК-18 Полярная Сова